# Javier López Fernández
Pour les articles homonymes, voir López et Fernández.
Javier López Fernández, plus couramment appelé Javi López, né le 11 novembre 1985 à Madrid, est un homme politique espagnol,membre du Parti des socialistes de Catalogne (PSC).

## Biographie
Javi López est né à Madrid mais a déménagé à Barcelone quand il était enfant. Il est diplômé d'une licence de droit obtenue à l'université Pompeu Fabra.
Membre du Parti des socialistes de Catalogne (PSC), il est député européen depuis 2014.